# Стандард-Сіті (Іллінойс)
Стандард-Сіті (англ. Standard City) — селище (англ. village) в США, в окрузі Макупін штату Іллінойс. Населення — 135 осіб (2020).

## Географія
Стандард-Сіті розташований за координатами 39°21′1″ пн. ш. 89°47′2″ зх. д. / 39.35028° пн. ш. 89.78389° зх. д. (39.350198, -89.783850).  За даними Бюро перепису населення США в 2010 році селище мало площу 1,66 км², з яких 1,65 км² — суходіл та 0,01 км² — водойми.

## Демографія
Згідно з переписом 2010 року, у селищі мешкали 152 особи в 64 домогосподарствах у складі 36 родин. Густота населення становила 92 особи/км².  Було 75 помешкань (45/км²).
Расовий склад населення:
| - 93,4 % — білих - 2,0 % — чорних або афроамериканців - 1,3 % — азіатів - 0,7 % — корінних американців |

До двох чи більше рас належало 2,6 %. Частка іспаномовних становила 0,0 % від усіх жителів.
За віковим діапазоном населення розподілялося таким чином: 25,7 % — особи молодші 18 років, 65,1 % — особи у віці 18—64 років, 9,2 % — особи у віці 65 років та старші. Медіана віку мешканця становила 37,0 року. На 100 осіб жіночої статі у селищі припадало 117,1 чоловіків;  на 100 жінок у віці від 18 років та старших — 117,3 чоловіків також старших 18 років.
Середній дохід на одне домашнє господарство  становив 46 093 долари США (медіана — 32 375), а середній дохід на одну сім'ю — 49 622 долари (медіана — 48 125). За межею бідності перебувало 30,8 % осіб, у тому числі 37,1 % дітей у віці до 18 років та 0,0 % осіб у віці 65 років та старших.
Цивільне працевлаштоване населення становило 77 осіб. Основні галузі зайнятості: освіта, охорона здоров'я та соціальна допомога — 32,5 %, роздрібна торгівля — 20,8 %, мистецтво, розваги та відпочинок — 16,9 %.